# Maria Lawson
Pour les articles homonymes, voir Lawson.
Maria Lawson, est une chanteuse anglaise, née à Londres le 24 mai 1979 , d'origine chinoise, cubaine, et jamaïcaine.

## Biographie
Maria Lawson est née et a grandi à Londres dans famille de cinq enfants dont elle est la cadette, ayant trois frères et une sœur.
Avant de trouver la renommée via The X Factor, Lawson a été découverte par la société Active Music Management, qui lui a obtenu son premier contrat d'enregistrement avec le label President Records. Son premier single fut une reprise de A Night to Remember, qui a été utilisée dans une publicité du groupe Gala Bingo.
Lawson était aussi membre du groupe Skye géré par son mari, Lawrence Garry, avec Kyra Simone aux chœurs, Mark Coutier et Mark Hubden à la guitare, Evgeni Vachov à la basse et Ramy Abood à la batterie.
Maria Lawson a ensuite eu un contrat avec le label Peer Music Publishing de 2002 à 2005, y commençant sa carrière d'auteur-compositeur. À cette époque, elle travaillait avec le producteur David Brant, qui a produit trois pistes pour elle : Rush, I Wanna Say Yes et Inferno. Elle a aussi travaillé avec l'artiste Gabrielle en participant à plusieurs de ses singles : Out Of Reach (version de la bande originale du film Le Journal de Bridget Jones), Don't Need the Sun to Shine (to Make Me Smile) et la version live de Rise. Elle a également fait les chœurs pour de nombreux autres artistes, y compris le chanteur de soul britannique Lemar.
En 2011, elle se présente à la sélection suisse au Concours Eurovision de la chanson 2012 à Bakou, avec la chanson Champion.

## Discographie

### Albums
| Année | Détails                                                | Classement | Classement | Ventes       |
| Année | Détails                                                | UK         | IRE        | Ventes       |
| ----- | ------------------------------------------------------ | ---------- | ---------- | ------------ |
| 2006  | Maria Lawson - Format: CD, digital download            | 41         | -          | - UK: 20,000 |
| 2013  | Emotional Rollercoaster - Format: CD, digital download | TBA        | TBA        | - UK: TBA    |

### Singles
| Année | Single           | Chart positions | Chart positions | Chart positions | Chart positions | Album                          |
| Année | Single           | UK              | IRE             | AUS             | SWI             | Album                          |
| ----- | ---------------- | --------------- | --------------- | --------------- | --------------- | ------------------------------ |
| 2006  | Sleepwalking     | 20              | 44              | 67              | -               | Maria Lawson                   |
| 2008  | Breaking Me Down | 110             | 98              | -               | -               | Breaking Me Down - Single      |
| 2011  | Champion         | -               | -               | -               | -               | Champion - (promotional)Single |

### Collaborations
| Année | Titre                                                                     | Chart positions  |
| Année | Titre                                                                     | UK Singles Chart |
| ----- | ------------------------------------------------------------------------- | ---------------- |
| 2003  | Whatcha Gonna Do Michael Gray Presents. Hi Fashion Featuring Maria Lawson | 102              |